# John Edwards (Politiker, 1904)
Lewis John Edwards (* 27. Mai 1904 in Aylesbury; † 23. November 1959 in Strassburg) war ein britischer Politiker der Labour Party.

## Leben
John Edwards besuchte die Aylesbury Grammar School. Von 1945 bis 1959 war er Abgeordneter des Parlaments des Vereinigten Königreichs. 1959 war Edwards als Nachfolger von Fernand Dehousse Präsident der Parlamentarischen Versammlung des Europarates. Edwards heiratete 1931 und hatte zwei Kinder. 1959 verstarb Edwards überraschend an einer Herzerkrankung in Strassburg.